# Phare de Baring Head
Le phare de Baring Head est un phare situé sur Baring Head (en) entre Wellington et la baie de Palliser, dans la région de Wellington (île du Nord), en Nouvelle-Zélande.

## Histoire
Le  phare , mis en service le 18 juin 1935, est le feu d'approche du port de Wellington et du détroit de Cook. Il a remplacé le phare de Pencarrow Head. Il est situé à 40 km au sud-ouest de Wellington.
À l'origine, le phare était alimenté par un groupe électrogène diesel, mais il a été relié au réseau électrique en 1950. La lampe de 1.000 W a été entièrement automatisée en 1989 et a été remplacé en, en février 2005, par une balise LED.
Le phare a été entièrement automatisé en 1989 et il est maintenant surveillé et géré depuis une salle de contrôle de la Maritime New Zealand (en) à Wellington.

## Description
Ce phare  est une tour octogonale, avec une galerie et lanterne de 12 m de haut. Le phare est peint en blanc et le dôme de la lanterne est noire. Son feu à occultations émet, à une hauteur focale de 87 m, un long éclat blanc de 9 secondes par période de 15 secondes. Sa portée est de 10 milles nautiques (environ 19 km).
Identifiant : ARLHS : NZL-002 - Amirauté : K4004 - NGA : 4584 .

## Caractéristique dufeu maritime
Fréquence : 15 secondes (W)
- Lumière : 9 secondes
- Obscurité : 6 secondes

|             |
| Baring Head |

|          |
| Le phare |

### Lien connexe
- Liste des phares de Nouvelle-Zélande